# Sainteny
Sainteny település Franciaországban, Manche megyében. Lakosainak száma 887 fő (2018. január 1.). Sainteny Auvers községgel határos.

## Népesség
A település népessége az elmúlt években az alábbi módon változott:
| Lakosok száma | 838  | 782  | 708  | 727  | 785  | 795  | 845  | 1310 | 884  | 887  |
|               | 1962 | 1968 | 1975 | 1990 | 1999 | 2008 | 2013 | 2016 | 2017 | 2018 |